# Пророков, Борис Иванович

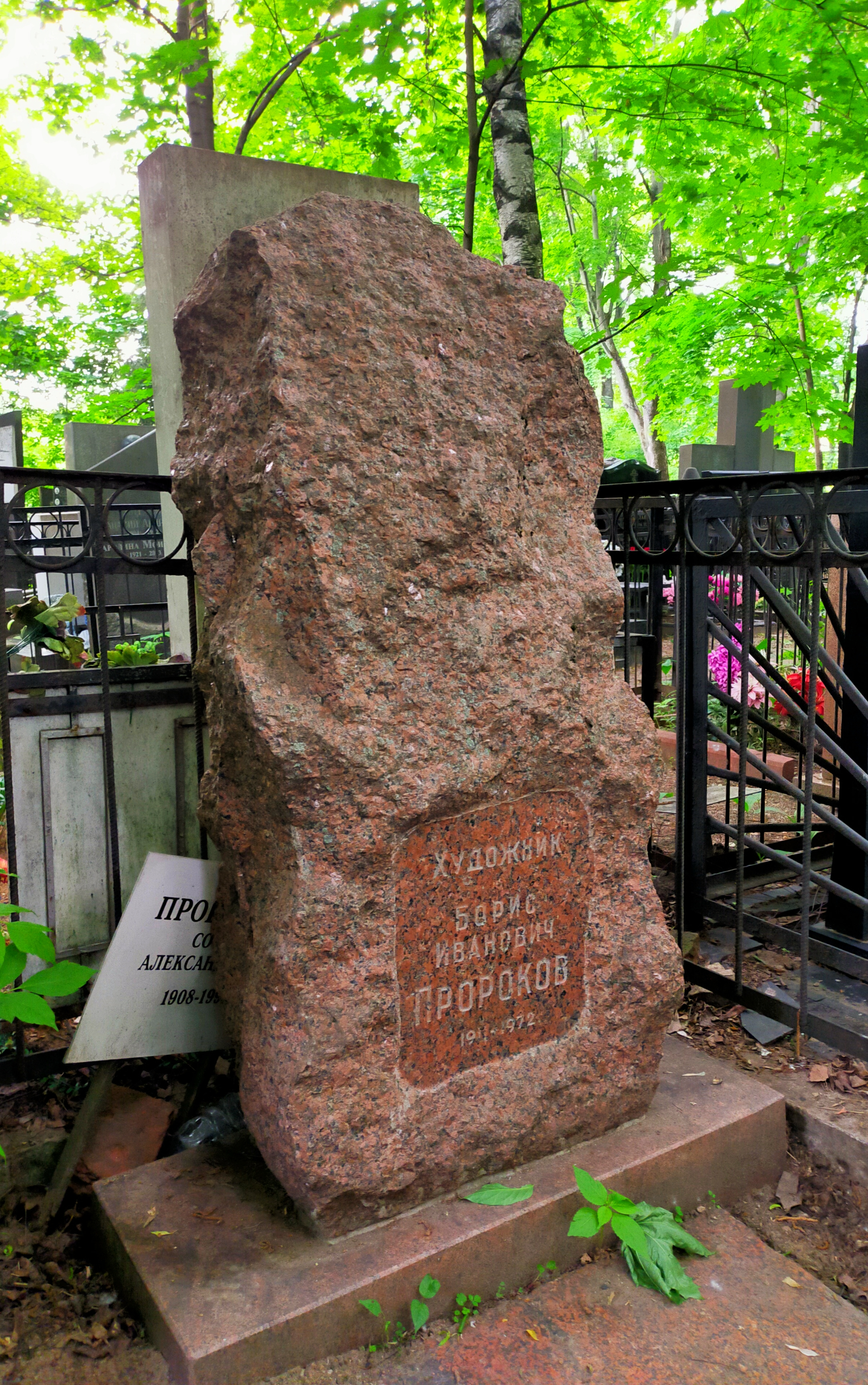
Могила Б. И. Пророкова на Введенском кладбище

«Разгон демонстрации» (Из цикла «Вот она Америка!»)

Бори́с Ива́нович Проро́ков (26 апреля [9 мая] 1911, Иваново-Вознесенск, Владимирская губерния, Российская империя — 19 сентября 1972, Москва, СССР) — советский, российский художник-график, мастер агитационно-политической и сатирической карикатуры. Народный художник СССР (1971). Лауреат Ленинской (1961) и двух Сталинских премий третьей степени (1950, 1952).

## Биография
Борис Пророков родился 26 апреля (9 мая) 1911 года в Иваново-Вознесенске (ныне Иваново).
Учился в средней школе № 30.
В 1929—1931 годах учился во ВХУТЕИНе в Москве у Л. А. Бруни, Д. С. Моора, П. Я. Павлинова. В 1936 году поступил в Институт повышения квалификации художников.
Исполнял рисунки и карикатуры для газеты «Комсомольская правда», журнала «Крокодил» (с 1929).
Участник коллектива художников «Окна ТАСС», военный художник Главного политуправления Военно-морского флота (1941—1945).
Член Объединения «Октябрь» (1928—1930), Объединения работников революционного плаката (ОРРП, 1931—1932).
Автор книги «О времени и о себе» (М.,1979).
Член-корреспондент АХ СССР (1954). Член Союза художников СССР (с 1933).
Член ВКП(б) с 1945 года.
Скончался 19 сентября 1972 года в Москве. Похоронен на Введенском кладбище (29 уч.).

### Семья
- Супруга — Софья Александровна Пророкова (1908—1981), искусствовед, исследователь творчества И. Репина, И. Левитана. Автор и составитель многих книг.
- Сын — Пётр Борисович Пророков, художник кино.

## Награды и звания
- Заслуженный деятель искусств РСФСР (1955)
- Народный художник РСФСР (1963)
- Народный художник СССР (1971)
- Сталинская премия третьей степени (1950) — за серию рисунков «Вот она, Америка!» (1948—1949)
- Сталинская премия третьей степени (1952) — за рисунки к стихотворениям В. В. Маяковского «Маяковский об Америке», а также за рисунки «Танки Трумэна — на дно!» и «Американские жандармы в Японии»
- Ленинская премия (1961) — за цикл «Это не должно повториться!» (1958—1959). По мотивам этого цикла написаны «Симфонические фрески» для оркестра украинского композитора Леонида Грабовского
- Орден Трудового Красного Знамени
- Орден Красной Звезды (1944)
- Медаль «За боевые заслуги» (1942) — за работу в передовых частях КЧФ
- Медаль «В память 800-летия Москвы»
- Бронзовая медаль Всемирной выставки в Брюсселе (1958)
- Диплом Всесоюзного конкурса на лучшее издание года (1980).

## Память
- В городе Иваново именем художника названа улица, на которой 4 июня 1980 года в доме № 15 был открыт дом-музей Б. И. Пророкова, где он со своей семьёй прожил с 1927 по 1949 год.